# رعاية صيدلية

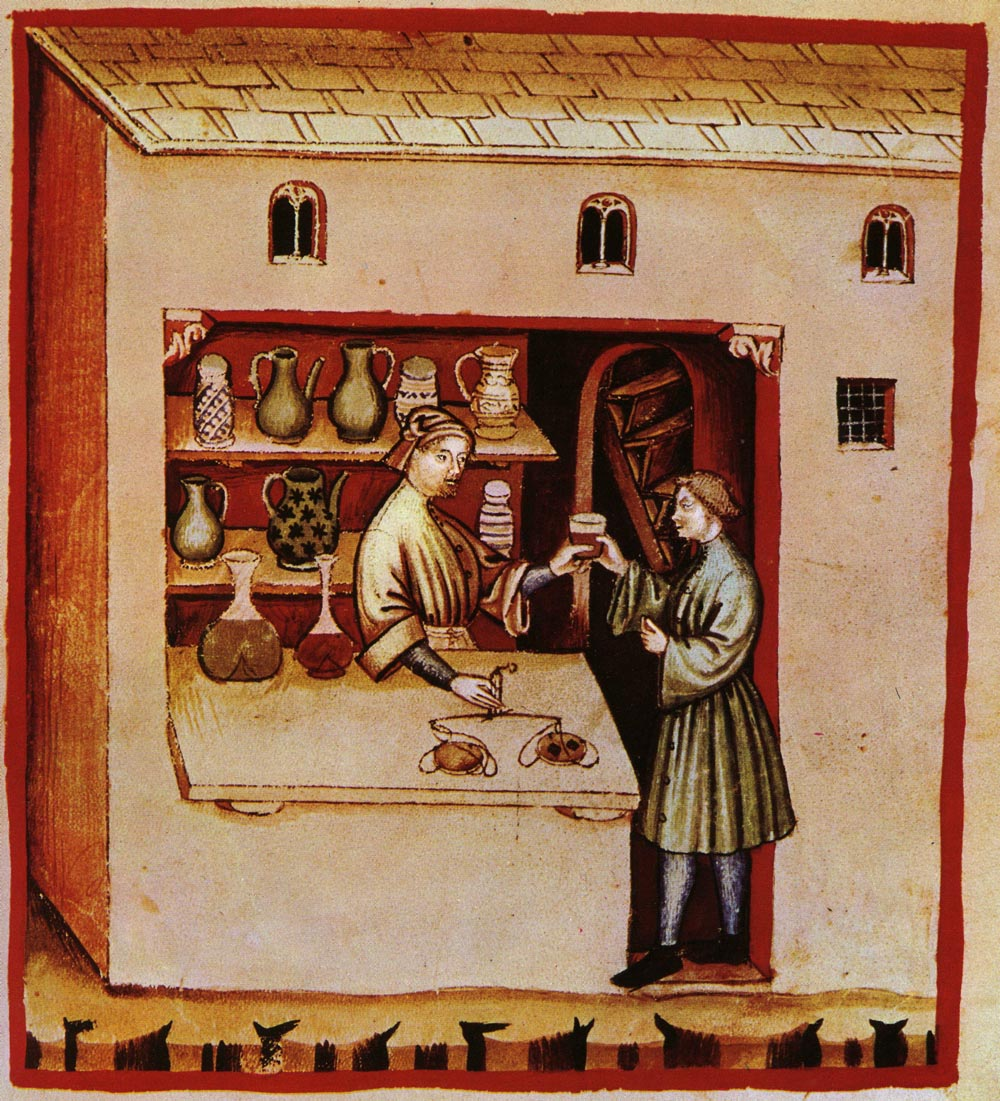

في عام 1990 عرف هيبلير وستراند طريقة جديدة للنظر في مسؤوليات الصيدلي وخدمات الصيدلة، وتطبيق مصطلح الرعاية الصيدلية لهذا المفهوم الجديد للخدمات الصيدلانية.
على مدى أكثر من عقد من الزمان عمل الصيادلة على تطوير ممارسات الرعاية الصيدلانية. وقد نشرت العديد من الأمثلة على هذه الممارسات في في عدة مجلات علمية مما دل على أن إدراج الصيدلي في تقييم أدوية المريض والخطة العلاجية تؤدي إلى تحسن النتائج. ومع ذلك، فإن العديد من الممارسات والحواجز الإدارية منعت من اعتمادها على نطاق واسع وتنفيذ ممارسات الرعاية الصيدلية في المجتمع. المنظمة المادية وسير العمل في صيدليات المجتمع، والنقص في عدد الصيادلة وغيرها من الموارد، وعدم وجود آلية موحدة لدفع خدمات الرعاية الصيدلية للمريض وتدريب يستهدف رعاية الصيدلي للمريض هي أمثلة على هذه الحواجز.
في تعريف حديث يصف الرعاية الصيدلية باعتبارها «ممارسة المريض» هو محورهاوالذي يتحمل فيه الممارس المسؤولية لتلبيه احتياجات المريض ذات الصلة بالأدوية واختيار العلاج المناسب والخ من حقوق المريض العلاجية ويتم محاسبته على هذا الالتزام.
فلسفة الرعاية الصيدلية تركز على مسؤولية الصيدلي لتلبية جميع احتياجات المريض من الناحية الدوائية ويكون مسئول عن تلبية تلك الاحتياجات ومساعدة المريض في تحقيق أهدافه الطبية له أولها من خلال التعاون مع غيرهم من الممارسين الصحيين.
سؤال آخر يطرح نفسه في كثير من الأحيان العلاقة بين الرعاية الصيدلانية والصيدلة السريرية.وصف هيبلرأوجه التشابه والاختلاف في التفاصيل مما يدل على أهمية إدماج ممارسة الصيدلة السريرية في ممارسة الرعاية الصيدلية
هذه العملية تتطلب الصيدلي السريري لمراجعة الدواء للمريض مع الإشارة إلى تشخيص الطبيب، والفحوص المخبرية ومعلومات المريض. يجب على الصيدلي السريري عمل ذلك بشكل وثيق جدا مع الطبيب والمريض من أجل الحصول على الفهم الصحيح لأهمية وتأثير الأدوية المختلفة علي المريض.